# Syagrus microphylla
Syagrus microphylla är en enhjärtbladig växtart som beskrevs av Karl Ewald Maximilian Burret. Syagrus microphylla ingår i släktet Syagrus och familjen Arecaceae. Inga underarter finns listade i Catalogue of Life.